# Batalha de Pemaneno
A Batalha de Pemaneno (em latim: Poemanenum; em grego: Ποιμανενον; romaniz.: Poimanenon) foi travada no início de 1224 (ou no final de 1223) entre as forças dos principais estados sucessores bizantinos, o Império Latino e o bizantino Império de Niceia.
Desde o Tratado de Ninfeu, em 1214, o Império Latino controlava o litoral noroeste da Ásia Menor, de Nicomédia até Adramício, e também a planície mísia. Em novembro de 1221, o energético fundador do Império de Niceia Teodoro I Láscaris faleceu sem herdeiros homens e foi sucedido por seu genro, João III Ducas Vatatzes, o que desagradou os irmãos do finado imperador. Os sebastocratores Aleixo e Isaac Láscaris se insurgiram contra o novo imperador e fugiram para a corte latina para tentar conseguir apoio do imperador Roberto de Courtenay. À frente de um exército latino, os dois marcharam contra João III em 1223/4 e os dois exércitos se encontraram "em Pemaneno, perto da igreja dedicada ao Arcanjo Miguel". Na batalha que se seguiu, João conseguiu uma vitória decisiva e entre seus prisioneiros estavam os irmãos Láscaris, que foram cegados.
Esta vitória abriu o caminho para a recuperação pelos bizantinos da maior parte de suas possessões na Ásia Menor. Ameaçado por Niceia e pelo Epiro na Europa, o imperador latino propôs a paz, que foi firmada em 1225. Pelos termos acordados, os latinos abandonaram todas as possessões asiáticas com exceção da costa leste do Bósforo e da cidade de Nicomédia e sua zona rural.